# Antoni Dot i Arxer
Antoni Dot i Arxer (Olot, Garrotxa, 8 de juny de 1908 - Houston, Texas, 1972) fou un polític i empresari català. Va fer els estudis primaris a Olot, però finalment es graduà a la Universitat de Montpeller. El 1926 va fundar la Revista d'Olot i el 1930 el setmanari Acció Ciutadana. Després de la Conferència d'Esquerres en la qual es va constituir ERC el 1931 fou escollit membre del consell executiu, i a les eleccions al Parlament de Catalunya de 1932 fou elegit diputat per Girona. El 1932 fou nomenat primer secretari del Parlament de Catalunya, i posteriorment va ser condemnat a 4 mesos i un dia de presó per incitar a la rebel·lió durant els Fets del sis d'octubre de 1934.
Durant la guerra civil espanyola fou director general d'Assistència Social de 1937 a 1939.
En acabar la guerra es va exiliar a França, i d'allí el 1942 marxà a Mèxic, on fundà l'empresa d'assegurances Dot e Hijos y Asociados i participà activament en les activitats de la Comunitat Catalana de Mèxic, on fou vicepresident de l'Orfeó Català de Mèxic i donà suport a la candidatura de Josep Tarradellas com a president de la Generalitat de Catalunya a l'exili. Va escriure Presència (1965).